# Francie Molloy
Francie Molloy (en irlandais : Proinsias Ó Maolmhuaidh ; né le 16 décembre 1950)  est un homme politique irlandais du Sinn Féin, député abstentionniste de Mid Ulster de 2013 à 2024. Il est membre de l'Assemblée d'Irlande du Nord (MLA) pour le Mid Ulster de 1998 à 2013.

## Biographie
Il représente le Sinn Féin à Fermanagh et dans le Tyrone du Sud aux élections de l'Assemblée de 1982, terminant sixième dans la circonscription de cinq sièges . Il est ensuite élu au conseil de Dungannon en 1985  représentant la circonscription électorale de Torrent, centrée sur Coalisland. Il quitte le conseil en 1989, mais est réélu en 1993 et est conseiller depuis.
Molloy se présente sans succès pour le Sinn Féin aux élections européennes de 1994 .
Molloy est élu au Forum d'Irlande du Nord en 1996 représentant le Mid Ulster, puis pour la même circonscription à l'Assemblée d'Irlande du Nord en 1998, 2003 et 2007. En 2005, Molloy est temporairement suspendu du Sinn Féin après avoir été publiquement en désaccord avec la politique du parti de supprimer de nombreux conseils de district, y compris le conseil de Dungannon dont il est membre .
En décembre 2012, il est choisi comme candidat du Sinn Féin dans la circonscription parlementaire britannique de Mid Ulster, détenue par son collègue du parti Martin McGuinness depuis les élections générales de 1997 . L'élection partielle a lieu le 7 mars 2013.
À l'approche des élections, l'attention des médias s'est concentrée sur les allégations passées au sujet de Molloy et sur leur lien avec le candidat indépendant soutenu par le DUP / UUP, Nigel Lutton - en 2007, le député du DUP David Simpson avait affirmé lors d'un débat au parlement de Westminster que Molloy avait été membre de l'IRA et était soupçonné par la police d'être impliqué dans la fusillade mortelle du père de Lutton, Frederick Lutton, le 1er mai 1979. L'IRA en avait pris la responsabilité au motif qu'il était un réserviste de la RUC. L'enquête n'a abouti à rien, et Simpson a affirmé que c'était parce que Molloy avait ensuite été contraint de devenir un informateur de la police, fournissant des informations qui ont aidé à démanteler la brigade East Tyrone de l'IRA. Molloy a nié les allégations à l'époque et a défié quiconque de les répéter en dehors du Parlement afin de pouvoir intenter une action en justice (le discours original étant soumis au privilège parlementaire).
Le chef de l'UUP, Mike Nesbitt, a déclaré qu'il n'était pas au courant du discours et qu'il n'avait joué aucun rôle dans la sélection de Lutton . Lutton a nié que les affirmations étaient à l'origine de sa décision de se présenter.
Comme tous les députés du Sinn Féin, en protestation contre le statut politique de l'Irlande du Nord en tant que nation constitutive du Royaume-Uni, il ne prend pas son siège à la Chambre des communes.